# Petrus Christus

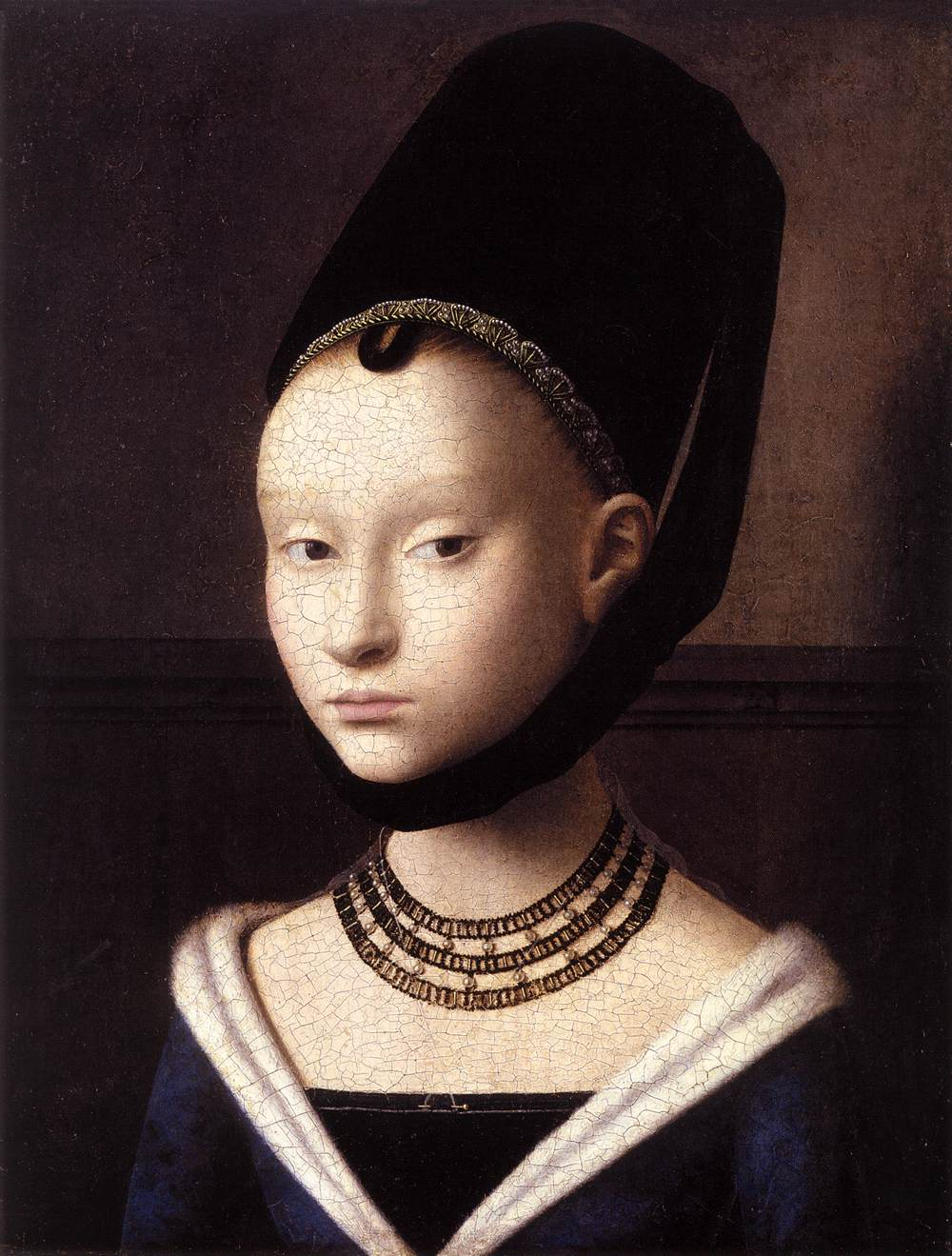
Portret młodej kobiety (ok. 1470)

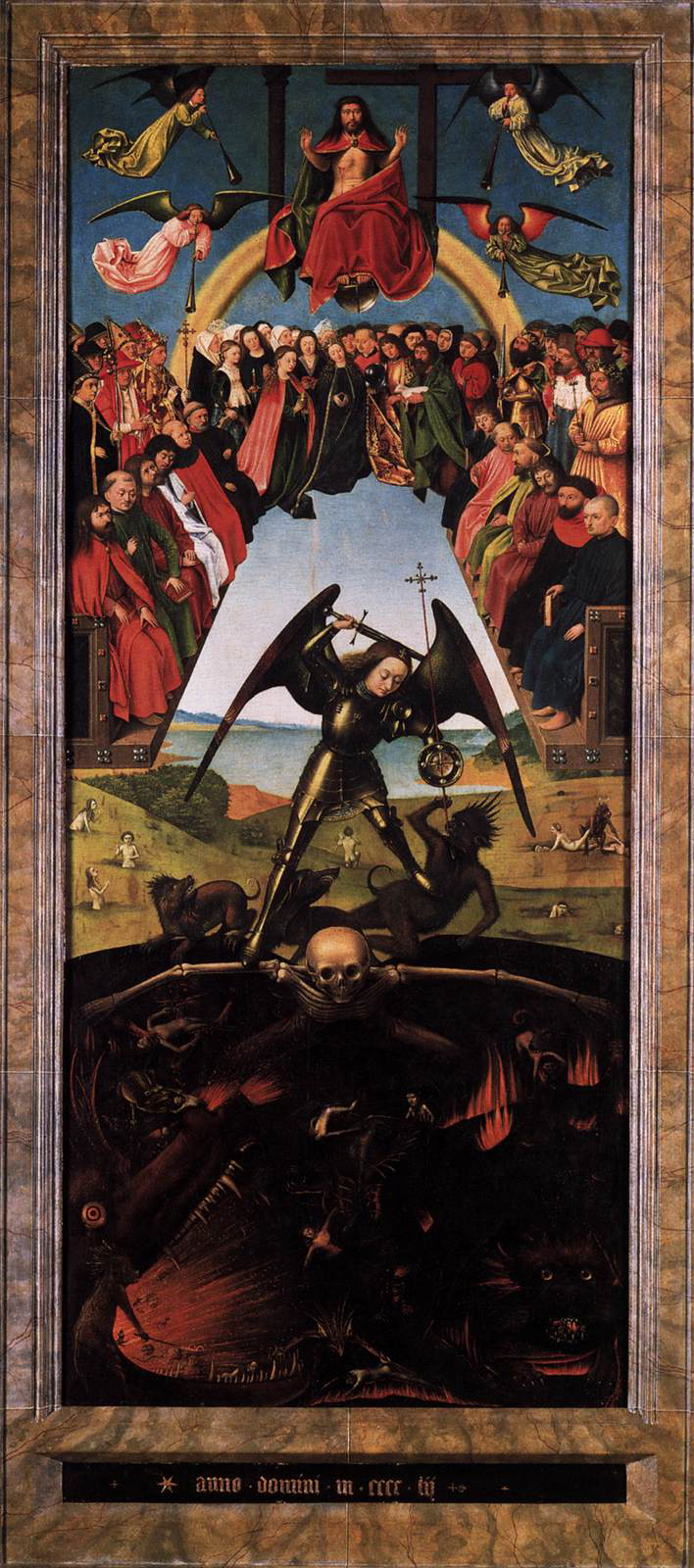
Sąd Ostateczny (1452)

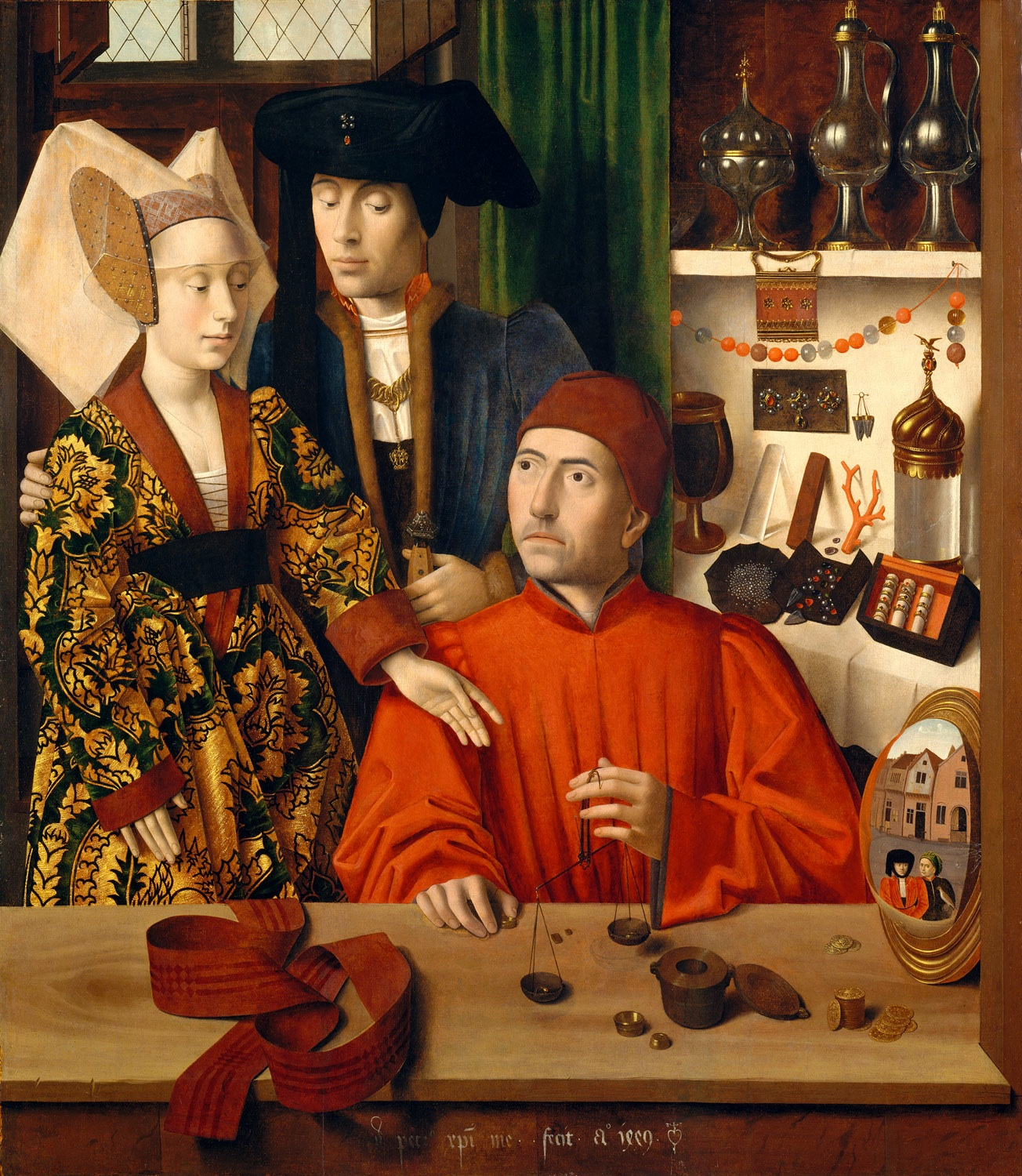
Św. Eligiusz w warsztacie (ok. 1449)

Petrus Christus (wym. [kristüs]), Petrus Cristus (ur. ok. 1410 w Baerle k. Antwerpii, zm. przed 19 grudnia 1476 w Brugii) – flamandzki malarz, przedstawiciel późnego gotyku.

## Życie
Działał w Brugii. W 1444 kupił obywatelstwo Brugii. Według wcześniejszych biografii miał być uczniem Jana van Eycka, co według najnowszych odkryć w źródłach archiwalnych nie jest prawdą. Mistrz umarł w 1441, a Christus prawdopodobnie nie przebywał w Brugii.
Po śmierci mistrza w 1441 przejął jego pracownię i ukończył kilka rozpoczętych przez niego obrazów (np. Św. Hieronim). Dużo podróżował. Odwiedził m.in. Mediolan, Wenecję i Genuę, pracując dla kupieckich kolonii tych miast w Brugii. W 1468 wykonał zlecenie na dekoracyjną oprawę uroczystości zaślubin Karola Śmiałego z Małgorzatą z Yorku. Wraz z żoną należał do Bractwa Matki Bożej od Uschniętego Drzewa. Pochowany został w brugijskim kościele Najświętszej Marii Panny.

## Twórczość
Malował obrazy religijne i portrety. Przypisuje się mu ok. 20 obrazów. Jego sygnowane i datowane prace pochodzą z lat 1446–1457. Sygnatury (Petrus Christus lub Petrus Christophasen) widnieją jedynie na sześciu obrazach. Tradycję Jana van Eycka łączył z wpływami Roberta Campina i Rogiera van der Weydena. Od jego poprzedników różni go stonowana kolorystyka, miękka materia malarska oraz łagodny, liryczny nastrój. Wykształcił nowy typ obrazu wotywnego – niewielkich kompozycji kontemplacyjnych przedstawiających Madonny na tle pejzażowym, w nastroju lirycznej poezji (Berlin, Madryt, Nowy Jork, Budapeszt). Był jednym z pierwszych artystów niderlandzkich, którzy stosowali perspektywę geometryczną o pojedynczym punkcie zbiegu do budowy jednolitych, spójnych przestrzeni malarskich. Twórczość Christusa oddziałała na takich malarzy, jak Dirk Bouts i Geertgen tot Sint Jans.
Najbardziej znanym jego dziełem jest Św. Eligiusz w warsztacie, łączący cechy malarstwa religijnego i rodzajowego. Spośród wizerunków wyróżnia się miniaturowy Portret młodej kobiety (Berlin), zw. Niderlandzką Nefretete lub Giocondą Północy.
Dawniejsi uczeni (Max Jakob Friedländer, 1867–1958, Georges Hulin de Loo, 1862–1945) uważali go za epigona i kompilatora. Dzisiaj podkreśla się, że był wybitnym artystą, który wypracował swój własny styl.

### Dzieła
- Św. Hieronim w pracowni – 1442, olej na desce, 20,6 cm × 13,3 cm, Institute of Arts, Dietroit (współaut. Jan van Eyck)
- Pietà – ok. 1444, olej na desce, 38 × 30 cm, Luwr, Paryż
- Madonna z Dzieciątkiem – ok. 1445, olej na desce, 55,5 x 31,5 cm, Muzeum Sztuk Pięknych w Budapeszcie
- Głowa Chrystusa – ok. 1445, olej na płótnie, 14,9 × 10,8 cm, Metropolitan Museum of Art, Nowy Jork
- Portret kartuza – 1446, olej na desce, 29,2 x21,6 cm, Metropolitan Museum of Art, Nowy Jork
- Sir Edward Grimston – 1446, olej na desce, 33,6 × 24,7 cm, National Gallery w Londynie
- Św. Eligiusz w warsztacie – ok. 1449, olej na desce, 99 x 85 cm, Metropolitan Museum of Art, Nowy Jork
- Madonna z Dzieciątkiem, św. Barbarą i kartuzem (tzw. Madonna z Exeter) – ok. 1450, olej na desce, 19 x 14 cm, Gemäldegalerie, Berlin
- Chrystus jako Mąż Boleści – ok. 1450, olej na desce, 11 x 9 cm, Museums and Art. Gallery, Birmingham
- Boże Narodzenie – ok. 1450, olej na desce, 127,6 x 95 cm, National Gallery of Art, Waszyngton
- Madonna z Dzieciątkiem – 1450-60, olej na desce, 49 x 34 cm, Prado, Madryt
- Dwa skrzydła tryptyku – 1452, każde 134 x 56 cm, Gemäldegalerie, Berlin 
  - Zwiastowanie i Narodziny Chrystusa – lewe skrzydło 
  - Sąd Ostateczny – prawe skrzydło
- Zwiastowanie – 1452, olej na desce, 85,5 x 54,8 cm, Groeningemuseum, Brugia
- Narodziny – 1452, olej na desce, 85,5 × 54,8 cm, Groeningemuseum, Brugia
- Opłakiwanie – ok. 1455, olej na desce, 101 x 192 cm, Królewskie Muzea Sztuk Pięknych w Brukseli
- Portret donatora – ok. 1455, olej na desce, 42 x 21,2 cm, National Gallery of Art, Waszyngton
- Portret donatorki – ok. 1455, olej na desce, 41,8 x 21,6 cm, National Gallery of Art, Waszyngton
- Madonna Tronująca ze św. Franciszkiem i św. Hieronimem – 1457, olej na desce, 46,7 × 44,7 cm, Städel Museum, Frankfurt nad Menem
- Izabela Portugalska ze św. Elżbietą – 1457-60, olej na desce, 59 x 33 cm, Groeningemuseum, Brugia
- Zaśnięcie Marii – 1457–67, olej na desce, 171,1 × 138,4 cm, Timken Museum of Art, San Diego
- Portret młodego mężczyzny – ok. 1460, olej na desce, 35,5 x 26,3 cm, National Gallery w Londynie
- Święta Rodzina we wnętrzu – 1460–67, olej na desce, Nelson-Atkins Museum of Art, Kansas City
- Madonna z Dzieciątkiem(inne języki) (Madonna z uschniętego drzewa[2]) – 1465, olej na desce, 14,7 x 12,4 cm, Muzeum Thyssenów-Bornemiszów, Madryt (dla Bractwa Uschniętego Drzewa)
- Portret młodej kobiety – ok. 1470, olej na desce, 29 x 22,5 cm, Gemäldegalerie, Berlin